# Euroliga 2024-25
La temporada 2024-25 de la Turkish Airlines EuroLeague (la máxima competición de clubes de baloncesto de Europa) fue la 25.ª edición de la Euroliga de baloncesto, organizada por la Euroleague Basketball y la decimocuarta bajo el patrocinio comercial de Turkish Airlines. Incluyendo la competición previa de la Copa de Europa de la FIBA, fue la 68.ª edición de la máxima competición del baloncesto masculino de clubes europeos.
La temporada comenzó el 3 de octubre de 2024 y finalizó el 25 de mayo de 2025 con la celebración de la Final Four.

## Equipos
| ALBA Berlín                               | Berlín       | Israel González Núñez | Uber Arena                     | 14 500 |
| Anadolu Efes                              | Estambul     | Luca Banchi           | Sinan Erdem Dome               | 16 000 |
| Barcelona                                 | Barcelona    | Joan Peñarroya        | Palau Blaugrana                | 7585   |
| Baskonia                                  | Vitoria      | Pablo Laso            | Buesa Arena                    | 15 504 |
| Bayern Múnich                             | Múnich       | Gordon Herbert        | SAP Garden                     | 11 500 |
| Estrella Roja de Belgrado                 | Belgrado     | Ioannis Sfairopoulos  | Aleksandar Nikolić Hall        | 8000   |
| EA7 Emporio Armani Milan                  | Milán        | Ettore Messina        | Unipol Forum                   | 12 700 |
| Fenerbahçe                                | Estambul     | Šarūnas Jasikevičius  | Ülker Sports Arena             | 13 059 |
| LDLC ASVEL                                | Villeurbanne | Pierric Poupet        | LDLC Arena                     | 12 523 |
| Maccabi Tel Aviv                          | Tel Aviv     | Oded Kattash          | Menora Mivtachim Arena         | 10 383 |
| Mónaco                                    | Mónaco       | Vassilis Spanoulis    | Salle Gaston Médecin           | 5000   |
| Olympiacos                                | El Pireo     | Georgios Bartzokas    | Estadio de la Paz y la Amistad | 11 640 |
| Panathinaikos                             | Atenas       | Ergin Ataman          | OAKA                           | 18 989 |
| Paris Basketball                          | París        | Tiago Splitter        | Adidas Arena                   | 8000   |
| Partizan Mozzart Bet                      | Belgrado     | Željko Obradović      | Štark Arena                    | 18 386 |
| Real Madrid                               | Madrid       | Chus Mateo            | Movistar Arena                 | 15 000 |
| Virtus Segafredo Bologna                  | Bolonia      | Duško Ivanović        | PalaDozza                      | 5570   |
| Žalgiris                                  | Kaunas       | Andrea Trinchieri     | Žalgirio Arena                 | 15 415 |
| Datos actualizados al 7 de enero de 2025. |              |                       |                                |        |

### Cambios de entrenadores
| Equipo           | Entrenador         | Tipo            | Salida                  | Posición     | Entrenador         | Entrada                 |
| ---------------- | ------------------ | --------------- | ----------------------- | ------------ | ------------------ | ----------------------- |
| Baskonia         | Duško Ivanović     | Fin de contrato | 27 de mayo de 2024      | Pretemporada | Pablo Laso         | 28 de junio de 2024     |
| Barcelona        | Roger Grimau       | Despedido       | 8 de junio de 2024      | Pretemporada | Joan Peñarroya     | 14 de junio de 2024     |
| Bayern Múnich    | Pablo Laso         | Mutuo acuerdo   | 28 de junio de 2024     | Pretemporada | Gordon Herbert     | 25 de julio de 2024     |
| Paris Basketball | Tuomas Iisalo      | Mutuo acuerdo   | 8 de julio de 2024      | Pretemporada | Tiago Splitter     | 15 de julio de 2024     |
| Mónaco           | Saša Obradović     | Despedido       | 18 de noviembre de 2024 | 7° (6-4)     | Vassilis Spanoulis | 26 de noviembre de 2024 |
| Virtus Bologna   | Luca Banchi        | Mutuo acuerdo   | 5 de diciembre de 2024  | 18° (2-11)   | Duško Ivanović     | 5 de diciembre de 2024  |
| Anadolu Efes     | Tomislav Mijatović | Mutuo acuerdo   | 7 de enero de 2025      | 10° (10-9)   | Luca Banchi        | 7 de enero de 2025      |

### Árbitros
| Árbitro                | País                 | Desde (EL/EC) | Exp. (temporadas) hasta 24/25 |
| ---------------------- | -------------------- | ------------- | ----------------------------- |
| Gentian Cici           | Albania              | —             | —                             |
| Leandro Lezcano        | Argentina            | 2021          | 4                             |
| Nick van den Broeck    | Bélgica              | —             | —                             |
| Dragan Porobić         | Bosnia y Herzegovina | 2022          | 3                             |
| Denis Hadžić           | Croacia              | 2019          | 6                             |
| Josip Radojković       | Croacia              | —             | —                             |
| Luka Kardum            | Croacia              | —             | —                             |
| Sreten Radović         | Croacia              | 2007          | 18                            |
| Tomislav Hordov        | Croacia              | —             | —                             |
| Robert Vyklický        | Chequia              | 2003          | 22                            |
| Aare Halliko           | Estonia              | 2011          | 14                            |
| Rain Peerandi          | Estonia              | 2019          | 6                             |
| Hugues Thépénier       | Francia              | 2018          | 7                             |
| Joseph Bissang         | Francia              | 2013          | 12                            |
| Maxime Boubert         | Francia              | 2021          | 4                             |
| Mehdi Difallah         | Francia              | 2017          | 8                             |
| Thomas Bissuel         | Francia              | 2022          | 3                             |
| Anne Panther           | Alemania             | 2016          | 9                             |
| Christian Theis        | Alemania             | 2024          | 1                             |
| Robert Lottermoser     | Alemania             | 2004          | 21                            |
| Steve Bittner          | Alemania             | 2021          | 4                             |
| Eduard Udyanskyy       | Reino Unido          | 2018          | 7                             |
| Ioannis Foufis         | Grecia               | 2021          | 4                             |
| Vasileios Pitsilkas    | Grecia               | 2021          | 4                             |
| Vasiliki Tsaroucha     | Grecia               | 2019          | 6                             |
| Adar Peer              | Israel               | 2021          | 4                             |
| Amit Balak             | Israel               | 2014          | 11                            |
| Noam Gordon            | Israel               | 2022          | 3                             |
| Seffi Shemmesh         | Israel               | 2014          | 11                            |
| Carmelo Paternicò      | Italia               | —             | —                             |
| Guido Giovannetti      | Italia               | 2021          | 4                             |
| Manuel Attard          | Italia               | 2024          | 1                             |
| Michele Rossi          | Italia               | 2022          | 3                             |
| Kristaps Konstantinovs | Letonia              | 2020          | 5                             |
| Oļegs Latiševs         | Letonia              | 2007          | 18                            |
| Artūras Šukys          | Lituania             | 2019          | 6                             |
| Gytis Vilius           | Lituania             | 2018          | 7                             |
| Jurgis Laurinavičius   | Lituania             | 2022          | 3                             |
| Igor Dragojević        | Montenegro           | 2010          | 15                            |
| Miloš Koljenšić        | Montenegro           | 2013          | 12                            |
| Jakub Zamojski         | Polonia              | 2000          | 25                            |
| Marcin Kowalski        | Polonia              | 2005          | 20                            |
| Piotr Pastusiak        | Polonia              | —             | —                             |
| Tomasz Trawicki        | Polonia              | —             | —                             |
| Sérgio Silva           | Portugal             | —             | —                             |
| Ilija Belošević        | Serbia               | —             | —                             |
| Marko Juras            | Serbia               | 2007          | 18                            |
| Milivoje Jovčić        | Serbia               | —             | —                             |
| Stefan Čalić           | Serbia               | 2024          | 1                             |
| Uroš Nikolić           | Serbia               | —             | —                             |
| Uroš Obrknežević       | Serbia               | —             | —                             |
| Damir Javor            | Eslovenia            | 2007          | 18                            |
| Mario Majkić           | Eslovenia            | —             | —                             |
| Matej Boltauzer        | Eslovenia            | 2004          | 21                            |
| Milan Nedović          | Eslovenia            | —             | —                             |
| Saša Pukl              | Eslovenia            | 2001          | 24                            |
| Sašo Petek             | Eslovenia            | —             | —                             |
| Alberto Baena          | España               | 2022          | 3                             |
| Carlos Cortés          | España               | 2013          | 12                            |
| Carlos Peruga          | España               | 2004          | 21                            |
| Emilio Pérez Pizarro   | España               | —             | —                             |
| Jordi Aliaga           | España               | 2018          | 7                             |
| Juan Carlos García     | España               | 2009          | 16                            |
| Miguel Ángel Pérez     | España               | 2003          | 22                            |
| Sergio Manuel          | España               | 2024          | 1                             |
| Saulius Račys          | Suecia               | 2018          | 7                             |
| Sébastien Clivaz       | Suiza                | 2019          | 6                             |
| Emin Moğulkoç          | Turquía              | —             | —                             |
| Hüseyin Çelik          | Turquía              | —             | —                             |
| Borys Ryzhyk           | Ucrania              | —             | —                             |

## Liga regular

### Clasificación
|                                            | Equipo                        | J  | G  | P  | PF   | PC   | DP   | PTS |
| ------------------------------------------ | ----------------------------- | -- | -- | -- | ---- | ---- | ---- | --- |
| 1                                          | Olympiacos El Pireo           | 34 | 24 | 10 | 2941 | 2770 | 171  | 58  |
| 2                                          | Fenerbahce Beko Estambul      | 34 | 23 | 11 | 2829 | 2760 | 69   | 57  |
| 3                                          | Panathinaikos Atenas          | 34 | 22 | 12 | 2990 | 2843 | 147  | 56  |
| 4                                          | AS Mónaco                     | 34 | 21 | 13 | 2913 | 2801 | 112  | 55  |
| 5                                          | FC Barcelona                  | 34 | 20 | 14 | 2966 | 2837 | 129  | 54  |
| 6                                          | Anadolu Efes Estambul         | 34 | 20 | 14 | 2941 | 2788 | 153  | 54  |
| 7                                          | Real Madrid                   | 34 | 20 | 14 | 2870 | 2797 | 73   | 54  |
| 8                                          | Paris Basketball              | 34 | 19 | 15 | 2940 | 2910 | 30   | 53  |
| 9                                          | FC Bayern Múnich              | 34 | 19 | 15 | 2965 | 2984 | -19  | 53  |
| 10                                         | Estrella Roja de Belgrado     | 34 | 18 | 16 | 2776 | 2714 | 62   | 52  |
| 11                                         | EA7 Emporio Armani Milán      | 34 | 17 | 17 | 2896 | 2934 | -38  | 51  |
| 12                                         | Partizan Mozzart Bet Belgrado | 34 | 16 | 18 | 2780 | 2724 | 56   | 50  |
| 13                                         | Žalgiris Kaunas               | 34 | 15 | 19 | 2626 | 2669 | -43  | 49  |
| 14                                         | Baskonia Vitoria-Gasteiz      | 34 | 14 | 20 | 2795 | 2830 | -35  | 48  |
| 15                                         | LDLC ASVEL Villeurbanne       | 34 | 13 | 21 | 2740 | 2897 | -157 | 47  |
| 16                                         | Maccabi Playtika Tel Aviv     | 34 | 11 | 23 | 2921 | 3052 | -131 | 45  |
| 17                                         | Virtus Segafredo Bologna      | 34 | 9  | 25 | 2683 | 2834 | -151 | 43  |
| 18                                         | ALBA Berlín                   | 34 | 5  | 29 | 2646 | 3074 | -428 | 39  |
| Fuente: Euroliga; actualización automática |                               |    |    |    |      |      |      |     |

### Evolución en la clasificación
La tabla lista la clasificación después de la conclusión de cada jornada. Para preservar la evolución cronológica de cada jornada, cualquier partido aplazado no es incluido en la jornada en qué era originalmente planificado, sino que son añadidos a la jornada siguiente inmediatamente después a la que fueron jugados.
| Equipo ╲ Jornada | 1           | 2  | 3  | 4  | 5  | 6  | 7  | 8  | 9  | 10 | 11 | 12 | 13 | 14 | 15 | 16 | 17 | 18 | 19 | 20 | 21 | 22 | 23 | 24 | 25 | 26 | 27 | 28 | 29 | 30 | 31 | 32 | 33 | 34 |    |
| ---------------- | ----------- | -- | -- | -- | -- | -- | -- | -- | -- | -- | -- | -- | -- | -- | -- | -- | -- | -- | -- | -- | -- | -- | -- | -- | -- | -- | -- | -- | -- | -- | -- | -- | -- | -- | -- |
| Equipo ╲ Jornada | ALBA Berlín | 16 | 18 | 16 | 16 | 18 | 18 | 18 | 18 | 18 | 18 | 18 | 18 | 17 | 17 | 18 | 18 | 18 | 18 | 18 | 18 | 18 | 18 | 18 | 18 | 18 | 18 | 18 | 18 | 18 | 18 | 18 | 18 | 18 | 18 |
| Anadolu Efes     | 4           | 6  | 10 | 9  | 6  | 11 | 7  | 10 | 10 | 8  | 9  | 11 | 7  | 11 | 9  | 7  | 7  | 7  | 10 | 11 | 13 | 14 | 12 | 12 | 12 | 12 | 12 | 11 | 11 | 9  | 7  | 6  | 5  | 6  |    |
| Barça            | 13          | 5  | 2  | 2  | 1  | 1  | 3  | 1  | 1  | 5  | 8  | 7  | 8  | 8  | 11 | 9  | 10 | 11 | 12 | 8  | 8  | 6  | 7  | 9  | 8  | 9  | 11 | 9  | 6  | 5  | 8  | 7  | 8  | 5  |    |
| Baskonia         | 8           | 10 | 8  | 12 | 5  | 4  | 8  | 11 | 12 | 12 | 13 | 13 | 13 | 14 | 14 | 14 | 15 | 14 | 15 | 15 | 15 | 15 | 15 | 15 | 15 | 14 | 14 | 14 | 14 | 14 | 14 | 14 | 14 | 14 |    |
| Bayern Munich    | 5           | 13 | 15 | 14 | 10 | 7  | 5  | 4  | 7  | 6  | 3  | 5  | 6  | 5  | 3  | 5  | 4  | 5  | 7  | 10 | 10 | 10 | 9  | 7  | 6  | 6  | 7  | 5  | 5  | 8  | 6  | 5  | 7  | 9  |    |
| Crvena Zvezda    | 9           | 4  | 1  | 1  | 8  | 12 | 12 | 9  | 8  | 10 | 11 | 9  | 11 | 10 | 8  | 11 | 9  | 8  | 6  | 5  | 9  | 7  | 8  | 6  | 5  | 5  | 6  | 6  | 7  | 6  | 5  | 9  | 9  | 10 |    |
| Milan            | 18          | 14 | 17 | 17 | 17 | 17 | 15 | 13 | 13 | 13 | 12 | 12 | 9  | 7  | 6  | 10 | 11 | 12 | 9  | 9  | 6  | 9  | 11 | 10 | 11 | 10 | 9  | 10 | 9  | 11 | 12 | 12 | 12 | 11 |    |
| Fenerbahçe       | 2           | 3  | 9  | 5  | 9  | 6  | 4  | 2  | 2  | 1  | 1  | 2  | 3  | 2  | 4  | 6  | 5  | 6  | 5  | 4  | 2  | 2  | 2  | 2  | 2  | 2  | 2  | 2  | 2  | 2  | 2  | 1  | 2  | 2  |    |
| LDLC ASVEL       | 12          | 11 | 14 | 11 | 14 | 15 | 16 | 17 | 17 | 15 | 16 | 16 | 15 | 15 | 15 | 15 | 13 | 15 | 14 | 14 | 14 | 13 | 14 | 14 | 14 | 15 | 15 | 15 | 15 | 15 | 15 | 15 | 15 | 15 |    |
| Maccabi Tel Aviv | 6           | 7  | 7  | 13 | 15 | 14 | 13 | 14 | 14 | 14 | 15 | 15 | 16 | 16 | 16 | 16 | 17 | 16 | 17 | 17 | 17 | 17 | 17 | 17 | 17 | 17 | 17 | 16 | 16 | 16 | 16 | 16 | 16 | 16 |    |
| AS Mónaco        | 1           | 2  | 5  | 3  | 7  | 5  | 9  | 7  | 9  | 7  | 6  | 4  | 5  | 4  | 2  | 1  | 2  | 1  | 1  | 3  | 3  | 4  | 3  | 3  | 3  | 4  | 5  | 4  | 4  | 4  | 4  | 4  | 4  | 4  |    |
| Olympiacos       | 17          | 12 | 4  | 7  | 11 | 8  | 6  | 5  | 4  | 3  | 2  | 3  | 2  | 3  | 5  | 3  | 3  | 2  | 2  | 1  | 1  | 1  | 1  | 1  | 1  | 1  | 1  | 1  | 1  | 1  | 1  | 2  | 1  | 1  |    |
| Panathinaikos    | 3           | 1  | 3  | 6  | 4  | 3  | 2  | 6  | 3  | 2  | 5  | 6  | 4  | 6  | 10 | 8  | 6  | 4  | 3  | 2  | 4  | 5  | 4  | 5  | 4  | 3  | 3  | 3  | 3  | 3  | 3  | 3  | 3  | 3  |    |
| Paris Basketball | 10          | 15 | 11 | 15 | 13 | 10 | 10 | 8  | 5  | 4  | 4  | 1  | 1  | 1  | 1  | 2  | 1  | 3  | 4  | 6  | 5  | 3  | 5  | 4  | 7  | 7  | 4  | 7  | 8  | 7  | 10 | 10 | 10 | 8  |    |
| Partizan         | 11          | 17 | 12 | 8  | 12 | 13 | 14 | 15 | 15 | 16 | 14 | 14 | 14 | 12 | 12 | 12 | 14 | 13 | 13 | 13 | 12 | 11 | 10 | 11 | 9  | 8  | 8  | 8  | 10 | 12 | 11 | 11 | 11 | 12 |    |
| Real Madrid      | 14          | 9  | 13 | 10 | 3  | 9  | 11 | 12 | 11 | 11 | 10 | 10 | 12 | 13 | 13 | 13 | 12 | 10 | 8  | 7  | 7  | 8  | 6  | 8  | 10 | 11 | 10 | 12 | 12 | 10 | 9  | 8  | 6  | 7  |    |
| Virtus Bolonia   | 15          | 16 | 18 | 18 | 16 | 16 | 17 | 16 | 16 | 17 | 17 | 17 | 18 | 18 | 17 | 17 | 16 | 17 | 16 | 16 | 16 | 16 | 16 | 16 | 16 | 16 | 16 | 17 | 17 | 17 | 17 | 17 | 17 | 17 |    |
| Žalgiris Kaunas  | 7           | 8  | 6  | 4  | 2  | 2  | 1  | 3  | 6  | 9  | 7  | 8  | 10 | 9  | 7  | 4  | 8  | 9  | 11 | 12 | 11 | 12 | 13 | 13 | 13 | 13 | 13 | 13 | 13 | 13 | 13 | 13 | 13 | 13 |    |

### Resultados
| Local \ Visitante         | BER    | EFS    | FCB    | BKN    | BAY     | CZV     | MIL     | FBB    | ASV    | MTA     | ASM    | OLY     | PAO   | PBB     | PAR   | RMB   | VIR    | ZAL   |
| ------------------------- | ------ | ------ | ------ | ------ | ------- | ------- | ------- | ------ | ------ | ------- | ------ | ------- | ----- | ------- | ----- | ----- | ------ | ----- |
| ALBA Berlin               | —      | 70–86  | 85–99  | 97–90  | 84–99   | 71–77   | 105–101 | 71–78  | 84–79  | 85–103  | 90–105 | 92–100  | 77–87 | 83–92   | 90–91 | 69–80 | 64–108 | 66–86 |
| Anadolu Efes              | 98–73  | —      | 88–97  | 92–76  | 101–90  | 89–67   | 110–66  | 78–83  | 76–82  | 90–88   | 69–81  | 91–89   | 93–67 | 84–93   | 86–77 | 79–73 | 89–68  | 87–77 |
| Barcelona                 | 88–73  | 90–80  | —      | 91–68  | 101–102 | 74–78   | 81–94   | 90–63  | 90–83  | 100–71  | 86–71  | 88–90   | 82–73 | 87–103  | 87–80 | 90–97 | 91–87  | 82–70 |
| Baskonia                  | 80–57  | 84–89  | 88–86  | —      | 112–89  | 73–75   | 88–83   | 88–76  | 111–75 | 89–82   | 75–87  | 101–102 | 91–77 | 94–81   | 88–82 | 76–72 | 81–82  | 66–65 |
| Bayern Munich             | 115–88 | 92–97  | 100–78 | 94–80  | —       | 100–82  | 87–70   | 77–89  | 76–67  | 98–93   | 95–94  | 84–80   | 69–80 | 109–107 | 89–74 | 97–89 | 72–82  | 77–74 |
| Crvena zvezda Meridianbet | 92–71  | 96–97  | 94–98  | 78–71  | 101–77  | —       | 80–82   | 91–96  | 73–66  | 81–73   | 88–82  | 87–73   | 77–81 | 85–69   | 77–89 | 72–78 | 88–52  | 80–86 |
| EA7 Emporio Armani Milan  | 100–68 | 84–96  | 88–98  | 111–89 | 78–79   | 101–86  | —       | 76–100 | 92–84  | 98–86   | 86–80  | 83–84   | 87–75 | 79–74   | 70–90 | 85–76 | 99–90  | 82–85 |
| Fenerbahçe Beko           | 90–73  | 84–76  | 75–83  | 82–77  | 87–76   | 57–76   | 85–91   | —      | 92–82  | 84–82   | 69–99  | 82–71   | 76–81 | 101–100 | 89–72 | 78–67 | 95–81  | 98–86 |
| LDLC ASVEL                | 96–89  | 97–82  | 100–94 | 76–69  | 71–84   | 77–74   | 66–75   | 73–77  | —      | 95–102  | 78–83  | 81–70   | 93–96 | 62–93   | 98–93 | 80–78 | 87–85  | 88–79 |
| Maccabi Playtika Tel Aviv | 87–93  | 93–91  | 86–88  | 85–95  | 93–90   | 85–73   | 74–107  | 94–76  | 89–82  | —       | 91–88  | 91–94   | 92–99 | 81–93   | 79–91 | 79–78 | 77–67  | 95–78 |
| Monaco                    | 100–80 | 94–75  | 84–98  | 92–85  | 93–74   | 90–98   | 93–80   | 91–82  | 103–92 | 85–79   | —      | 80–89   | 76–88 | 80–87   | 69–86 | 77–73 | 101–85 | 96–86 |
| Olympiacos                | 90–85  | 92–89  | 95–74  | 92–69  | 112–69  | 73–81   | 89–68   | 77–87  | 94–92  | 99–93   | 77–80  | —       | 76–74 | 90–96   | 82–70 | 79–69 | 87–77  | 74–68 |
| Panathinaikos AKTOR       | 91–81  | 104–89 | 90–89  | 104–69 | 94–79   | 111–104 | 103–74  | 91–90  | 92–68  | 93–87   | 88–91  | 89–94   | —     | 98–101  | 96–84 | 85–70 | 111–90 | 89–76 |
| Paris Basketball          | 72–63  | 88–84  | 79–90  | 67–65  | 93–88   | 77–80   | 92–79   | 83–87  | 91–82  | 96–83   | 79–91  | 73–90   | 84–80 | —       | 74–71 | 85–96 | 81–78  | 83–77 |
| Partizan Mozzart Bet      | 85–71  | 65–97  | 79–87  | 86–73  | 86–78   | 71–73   | 81–88   | 90–81  | 79–82  | 98–75   | 74–79  | 78–70   | 91–73 | 92–86   | —     | 89–91 | 69–70  | 84–78 |
| Real Madrid               | 98–84  | 64–74  | 96–91  | 90–89  | 88–76   | 95–72   | 96–89   | 70–82  | 81–70  | 116–113 | 94–72  | 86–96   | 90–86 | 105–104 | 93–86 | —     | 98–86  | 83–92 |
| Virtus Segafredo Bologna  | 88–90  | 67–76  | 86–81  | 76–74  | 84–87   | 87–94   | 90–70   | 82–86  | 83–69  | 84–77   | 80–86  | 70–92   | 77–82 | 77–83   | 71–81 | 67–80 | —      | 68–71 |
| Žalgiris                  | 73–53  | 85–72  | 74–67  | 70–83  | 82–97   | 86–84   | 87–89   | 65–72  | 72–78  | 78–63   | 63–62  | 85–92   | 84–77 | 83–81   | 70–66 | 64–83 | 77–68  | —     |

## Play-in
Según el nuevo formato, los equipos clasificados del séptimo al décimo se enfrentarán en el enfrentamiento de play-in. En cada partido ejerce como local el equipo con el récord más alto de la temporada regular. El 7.º y 8.º clasificado se enfrentan entre ellos, y el ganador accede directamente a los playoffs. El perdedor se medirá por la segunda plaza en juego contra el ganador del enfrentamiento entre el 9.º y el 10.º clasificado.
|  | 15 de abril | 15 de abril               | 15 de abril   |    |   | 18 de abril | 18 de abril | 18 de abril |   |             | Clasificados | Clasificados     | Clasificados |
|  |             |                           |               |    |   |             |             |             |   |             |              |                  |              |
|  | 7           | Real Madrid               | 73            |    |   |             |             |             |   |             |              |                  |              |
|  | 8           | Paris Basketball          | 81            |    |   |             |             |             |   |             | 8            | Paris Basketball | 7.ºPO        |
|  |             |                           |               |    | 7 | Real Madrid | 93          |             | 7 | Real Madrid | 8.ºPO        |                  |              |
|  |             | 9                         | Bayern Múnich | 71 |   |             |             |             |   |             |              |                  |              |
|  | 9           | Bayern Múnich             | 97            |    |   |             |             |             |   |             |              |                  |              |
|  | 10          | Crvena zvezda Meridianbet | 93            |    |   |             |             |             |   |             |              |                  |              |

## Playoffs
Las series de playoffs son al mejor de cinco. El primer equipo en ganar tres partidos gana la serie. Se utiliza un formato 2–2–1: los equipos con ventaja de local juegan los partidos 1, 2 y 5 en casa, mientras que sus oponentes organizan los partidos 3 y 4. Los partidos 4 y 5 solo se juegan si es necesario. Los cuatro equipos ganadores avanzan a la Final Four.
| Equipo 1      | Series | Equipo 2         | 1.er partido | 2.º partido | 3.er partido | 4.º partido | 5.º partido |
| ------------- | ------ | ---------------- | ------------ | ----------- | ------------ | ----------- | ----------- |
| Olympiacos    | 3–1    | Real Madrid      | 84–72        | 77–71       | 72–80        | 86–84       | —           |
| Fenerbahçe    | 3–0    | Paris Basketball | 83–78        | 89–72       | 98–88 (OT)   | —           | —           |
| Panathinaikos | 3–2    | Anadolu Efes     | 87–83        | 76–79       | 81–77        | 82–85       | 75–67       |
| Mónaco        | 3–2    | Barcelona        | 97–80        | 92–79       | 89–100       | 72–79       | 85–84       |

## Final Four
La Final Four se celebrará en el Etihad Arena, en la ciudad emiratí de Abu Dabi, siendo la primera ciudad fuera de Europa en organizar la Final Four de la Euroliga.  En ella participarán Fenerbahçe, Olympiacos, Mónaco y Panathinaikos.
|  | Semifinales   | Semifinales |            |        | Final         | Final        |  |
|  | 23 de mayo    | 23 de mayo  |            |        | 25 de mayo    | 25 de mayo   |  |
|  |               |             |            |        |               |              |  |
|  |               |             |            |        |               |              |  |
|  | Olympiacos    | 68          |            |        |               |              |  |
|  | Olympiacos    | 68          |            |        |               |              |  |
|  | Mónaco        | 78          |            |        |               |              |  |
|  | Mónaco        | 78          |            | Mónaco | 70            |              |  |
|  |               |             |            | Mónaco | 70            |              |  |
|  |               |             | Fenerbahçe | 81     |               |              |  |
|  | Fenerbahçe    | 82          | Fenerbahçe | 81     |               |              |  |
|  | Fenerbahçe    | 82          |            |        |               |              |  |
|  | Panathinaikos | 76          |            |        | Tercer lugar  | Tercer lugar |  |
|  | Panathinaikos | 76          |            |        | Tercer lugar  | Tercer lugar |  |
|  |               |             |            |        |               |              |  |
|  |               |             |            |        | Olympiacos    | 97           |  |
|  |               |             |            |        | Olympiacos    | 97           |  |
|  |               |             |            |        | Panathinaikos | 93           |  |
|  |               |             |            |        | Panathinaikos | 93           |  |
|  |               |             |            |        |               |              |  |

## Galardones
Se listan los galardones oficiales de la Euroliga 2024–25.

### Jugador de la jornada
Liga regular
| Jornada | Jugador            | Equipo                    | Val. | Ref.   |
| ------- | ------------------ | ------------------------- | ---- | ------ |
| 1       | Tamir Blatt        | Maccabi Tel Aviv BC       | 36   | [ 36 ] |
| 2       | Neal Sako          | LDLC ASVEL                | 30   | [ 37 ] |
| 2       | Sasha Vezenkov     | Olympiacos                | 30   | [ 37 ] |
| 3       | Sasha Vezenkov (2) | Olympiacos                | 31   | [ 38 ] |
| 4       | Théo Maledon       | LDLC ASVEL                | 36   | [ 39 ] |
| 5       | T. J. Shorts       | Paris Basketball          | 38   | [ 40 ] |
| 6       | Shabazz Napier     | Bayern Munich             | 26   | [ 41 ] |
| 7       | Zach LeDay         | EA7 Emporio Armani Milan  | 29   | [ 42 ] |
| 8       | Jan Veselý         | Barcelona                 | 28   | [ 43 ] |
| 9       | Filip Petrušev     | Estrella Roja de Belgrado | 38   | [ 44 ] |
| 10      | T. J. Shorts (2)   | Paris Basketball          | 36   | [ 45 ] |
| 10      | Théo Maledon (2)   | LDLC ASVEL                | 36   | [ 45 ] |
| 11      | Élie Okobo         | AS Mónaco                 | 36   | [ 46 ] |
| 12      | Edy Tavares        | Real Madrid               | 39   | [ 47 ] |
| 13      | Théo Maledon (3)   | LDLC ASVEL                | 31   | [ 48 ] |
| 14      | Nigel Hayes-Davis  | Fenerbahçe                | 30   | [ 49 ] |
| 15      | Zach LeDay (2)     | EA7 Emporio Armani Milan  | 37   | [ 50 ] |
| 16      | Sasha Vezenkov (3) | Olympiacos                | 38   | [ 51 ] |
| 17      | Isaïa Cordinier    | Virtus Bolonia            | 38   | [ 52 ] |
| 18      | Jaylen Hoard       | Maccabi Tel Aviv BC       | 34   | [ 53 ] |
| 19      | Ömer Yurtseven     | Panathinaikos             | 34   | [ 54 ] |
| 20      | Sasha Vezenkov (4) | Olympiacos                | 52   | [ 55 ] |
| 21      | Facundo Campazzo   | Real Madrid               | 43   | [ 56 ] |
| 22      | Carlik Jones       | Partizan Mozzart Bet      | 37   | [ 57 ] |
| 23      | Carsen Edwards     | Bayern Munich             | 34   | [ 58 ] |
| 24      | Zach LeDay (3)     | EA7 Emporio Armani Milan  | 39   | [ 59 ] |
| 25      | Sasha Vezenkov (5) | Olympiacos                | 30   | [ 60 ] |
| 26      | Kendrick Nunn      | Panathinaikos             | 37   | [ 61 ] |
| 27      | Sylvain Francisco  | Žalgiris Kaunas           | 31   | [ 62 ] |
| 27      | Carlik Jones (2)   | Partizan Mozzart Bet      | 31   | [ 62 ] |
| 28      | Carsen Edwards (2) | Bayern Munich             | 29   | [ 63 ] |
| 28      | Vincent Poirier    | Anadolu Efes              | 29   | [ 63 ] |
| 29      | Shane Larkin       | Anadolu Efes              | 33   | [ 64 ] |
| 30      | T. J. Shorts (3)   | Paris Basketball          | 37   | [ 65 ] |
| 31      | Kendrick Nunn (2)  | Panathinaikos             | 34   | [ 66 ] |
| 32      | T. J. Shorts (4)   | Paris Basketball          | 36   | [ 67 ] |
| 33      | Kendrick Nunn (3)  | Panathinaikos AKTOR       | 43   | [ 68 ] |
| 34      | Nikola Mirotić     | EA7 Emporio Armani Milan  | 40   | [ 69 ] |

Play-In
| Jornada | Jugador          | Equipo           | Val. | Ref.   |
| ------- | ---------------- | ---------------- | ---- | ------ |
| Play-In | T. J. Shorts (5) | Paris Basketball | 27   | [ 70 ] |

Playoffs
| Jornada | Jugador             | Equipo              | Val. | Ref.   |
| ------- | ------------------- | ------------------- | ---- | ------ |
| 1       | Juancho Hernangómez | Panathinaikos AKTOR | 40   | [ 71 ] |
| 2       | Shane Larkin (2)    | Anadolu Efes        | 27   | [ 72 ] |
| 2       | Mam Jaiteh          | AS Mónaco           | 27   | [ 72 ] |
| 3       | Willy Hernangómez   | Barcelona           | 31   | [ 73 ] |
| 3       | Kendrick Nunn (4)   | Panathinaikos AKTOR | 31   | [ 73 ] |
| 4       | Evan Fournier       | Olympiacos          | 18   | [ 74 ] |

### Jugador del mes
| Mes         | Semana | Jugador        | Equipo        | Ref.   |
| 2024        | 2024   | 2024           | 2024          | 2024   |
| ----------- | ------ | -------------- | ------------- | ------ |
| Octubre     | 1–7    | Kevin Punter   | Barcelona     | [ 75 ] |
| Noviembre   | 8–12   | T. J. Shorts   | París         | [ 76 ] |
| Diciembre   | 13–18  | Théo Maledon   | Asvel         | [ 77 ] |
| 2025        |        |                |               |        |
| Enero       | 19–24  | Sasha Vezenkov | Olympiacos    | [ 78 ] |
| Febrero     | 25–27  | Kendrick Nunn  | Panathinaikos | [ 79 ] |
| Marzo-Abril | 28–34  | Edy Tavares    | Real Madrid   | [ 80 ] |